# Bibliothèque universitaire d'Erlangen-Nuremberg
La Bibliothèque universitaire d'Erlangen-Nuremberg est une institution qui constitue le système de bibliothèques de l'université Friedrich-Alexander, ainsi que la bibliothèque régionale du district de Moyenne-Franconie en Bavière, Allemagne. Le système à deux niveaux se compose de quatre bibliothèques centrales et de 15 sous-bibliothèques, dont les fonds sont répartis sur un total d'environ 200 sites. La bibliothèque principale et la bibliothèque technique et scientifique sont situées à Erlangen, tandis que la bibliothèque des sciences économiques et sociales et la bibliothèque des sciences de l'éducation se trouvent à Nuremberg.

## Histoire
L'histoire de la bibliothèque remonte à la fondation de l'université par un édit du margrave Frédéric III de Brandebourg-Bayreuth du 14 mars 1742. Initialement située à Bayreuth, la nouvelle académie a été transférée à Erlangen l'année suivante. La bibliothèque elle-même est constituée, par deux actes de donation, des collections privées du margrave et de son épouse, Wilhelmine de Prusse. Cette dernière lègue en effet après sa mort, survenue en 1759, environ 4 000 volumes reliés de cuir précieux.